# 杉山美邦
杉山 美邦（すぎやま よしくに、1954年10月11日 - ）は、日本のジャーナリスト。日本テレビホールディングス代表取締役会長、日本テレビ放送網代表取締役会長執行役員。
読売新聞社記者として活動後、読売新聞西部本社代表取締役社長、読売新聞大阪本社代表取締役社長、よみうりランド代表取締役社長などを歴任した。

## 人物・経歴
埼玉県出身。1978年横浜国立大学経済学部卒業後、読売新聞社に入社。2003年読売新聞東京本社論説委員、2006年読売新聞東京本社経済部長を経て、2009年読売新聞グループ本社執行役員、読売新聞東京本社執行役員経理局長に昇格。
政府税制調査会委員なども務め、2010年読売新聞東京本社取締役経理局長。2011年読売新聞グループ本社取締役営業担当、読売新聞東京本社常務取締役経理局長・関連会社担当。2012年読売新聞東京本社専務取締役経理局長・関連会社担当。
2014年読売新聞グループ本社取締役西部担当、読売新聞西部本社代表取締役社長。2015年読売新聞グループ本社取締役大阪担当、読売新聞大阪本社代表取締役社長。2016年関西プレスクラブ理事長。
2017年読売新聞グループ本社取締役、よみうりサポートアンドサービス代表取締役会長、よみうりスポーツ代表取締役社長、よみうり開発代取締役社長、よみうりランド代表取締役社長経営企画室、管財部担当。2018年よみうりランド代表取締役社長、日本郵便取締役。
2019年より、よみうりランド代表取締役と兼任し日本テレビホールディングスの取締役に就任し、2020年6月に小杉善信の後を受け日本テレビホールディングス代表取締役社長に昇格した、同時に事業会社である日本テレビ放送網の代表取締役執行役員にも就任している。また読売日本交響楽団評議員や、徳間記念アニメーション文化財団評議員も兼務した。
2021年3月26日付で大久保好男の後を受けI&S BBDO取締役。
2021年6月29日付で日本テレビホールディングス社長在任のまま、小杉善信の後を受け日本テレビ放送網代表取締役社長に就任。
社長在任中の2022年春に『人生が変わる1分間の深イイ話』を終了させて、『しゃべくり007』、『月曜から夜ふかし』の放送時間を変更したり、『午前0時の森』をスタートさせた。
2022年6月17日付で大久保好男の後を受け福岡放送取締役。
2022年6月21日付で大久保好男の後を受け静岡第一テレビ取締役。
2022年6月23日付で大久保好男の後を受け読売テレビ放送取締役。
2022年6月24日付で大久保好男の後を受けビデオリサーチ取締役。
2022年6月27日付で大久保好男の後を受け四国放送取締役、南海放送取締役。
2022年6月28日付で石油資源開発取締役。
2022年6月29日付で大久保好男の後を受け日本テレビホールディングス代表取締役会長、日本テレビ放送網代表取締役会長、山口放送取締役に就任。
2023年10月30日、スタジオジブリが日本テレビホールディングスの子会社となったことにより、同社の取締役に選任された。